# Communistische Partij van de Russische Socialistische Federatieve Sovjetrepubliek
De Communistische Partij van de Russische Socialistische Federatieve Sovjetrepubliek (Russisch: Коммунистическая партия Российской Советской Федеративной Социалистической Республики, Kommunistitsjeskaja partija Rossijskoj Sovetskoj Federativnoj Sotsialistitsjeskoj Respubliki, KP RSFSR), was de afdeling van de Communistische Partij van de Sovjet-Unie (CPSU) in de Russische Socialistische Federatieve Sovjetrepubliek (RSFSR).

## Geschiedenis
Anders dan de andere unierepublieken van de Sovjet-Unie kende de Russische Federatie tot 1990 geen eigen communistische partij. In 1989 begon een groep conservatieve communisten in de RSFSR tegen de zin van staatspresident en leider van de CPSU, Michail Gorbatsjov, een campagne om tot de oprichting van een eigen Russische partijafdeling te komen. Op 19 juni 1990 werd de KP RSFSR formeel opgericht. Tijdens het oprichtingscongres (22 juni) werd Ivan Polozkov gekozen tot secretaris-generaal. De KP RSFSR bestond zowel uit harde marxisten als uitgesproken Russische nationalisten die hun eigen clubs vormden binnen de nieuwe partij (resp. "Beweging van Communisten" en "Vaderland"). Daarnaast bestond er ook een groep hervormers binnen de KP RSFSR ("Democraten"). Polozkov presenteerde zichzelf als een verbinder. Hij streefde naar goede betrekkingen met de Gorbatsjov en de leiding van de CPSU, maar verzette zich tegelijkertijd tegen de perestrojka. Scherp verzetten Polozkov en de zijnen zich tegen de economische plannen van president van de RSFSR, Boris Jeltsin (invoering van een vrije markteconomie). Vanwege de verdeeldheid in eigen gelederen lukte het de KP RSFSR niet om een vuist te maken. Op 6 augustus 1991 zag Polozkov, die inmiddels in een ernstig conflict met Gorbatsjov was verwikkeld, zich genoodzaakt om terug te treden als secretaris-generaal. Voor hem in de plaats werd Valentin Koeptsov, een aanhanger van Gorbatsjov, gekozen.
Na de mislukte coup van de haviken in augustus 1991, schortte Jeltsin de activiteiten van de KP RSFSR op, gevolgd in november 1991 door een verbod op de partij. De Communistische Partij van de Russische Federatie (KPRF) die in 1993 werd opgericht en sindsdien geleid door Gennadi Zjoeganov, geldt als de rechtmatige opvolger van de KP RSFSR.

## Opbouw
Het hoogste orgaan was het Congres van de KP RSFSR dat op 22 juni 1990 een Centraal Comité koos als bestuursorgaan tussen de congressen van de partij in. Op 7 september 1990, tijdens het 1e Plenum van het Centraal Comité kozen de leden van dit laatstgenoemde orgaan een 18-koppig Politbureau als dagelijks bestuur, alsook een partijsecretariaat.

## Lijst van secretarissen-generaal
| No.                    | Imagen                 | Naam                   | Begin termijn          | Einde termijn          |
| Secretarissen-generaal | Secretarissen-generaal | Secretarissen-generaal | Secretarissen-generaal | Secretarissen-generaal |
| ---------------------- | ---------------------- | ---------------------- | ---------------------- | ---------------------- |
| 1                      |                        | Ivan Polozkov          | 22 juni 1990           | 6 augustus 1991        |
| 2                      |                        | Valentin Koeptsov      | 6 augustus 1991        | 6 november 1991        |